# Confine tra Libano e Siria
Il confine tra il Libano e la Siria ha una lunghezza di 394 km e parte dalla costa mediterranea a nord fino alla triplice frontiera con Israele a sud.

## Descrizione
Il confine inizia alla confluenza del fiume Nahr al-Kabir con il Mar Mediterraneo, per poi proseguire verso est, seguendo questo fiume, per una certa distanza nell'entroterra. Il confine libanese forma una sporgenza per includere i villaggi di Karha e Knaisse Akkar nel nord-est del distretto di Akkar, appena ad ovest del lago siriano Homs, prima di svoltare a sud-est attraverso una serie di linee irregolari, tagliando attraverso l'Oronte (a 34°27′18″N 36°29′24″E) e la strada tra Qaa e al-Qusayr (a 34°25′18.12″N 36°32′35.88″E), raggiungendo la catena montuosa dell'Anti-Libano a circa 34°13′12″N 36°36′00″E. Il confine piega quindi verso sud-ovest, seguendo generalmente le montagne dell'Anti-Libano, attraverso una serie di linee irregolari, fino a raggiungere il monte Hermon.
La posizione precisa della triplice frontiera tra Libano, Israele e Siria non è chiara a causa dell'occupazione israeliana delle alture del Golan derivante dalla guerra dei sei giorni del 1967. La triplice frontiera de jure si trova sul fiume Hasbani, un affluente del fiume Giordano, a 33°14′31.92″N 35°37′27.84″E, appena a nord-est della città israeliana di Ma'ayan Baruch. La triplice frontiera de facto si trova nella zona UNDOF delle Nazioni Unite, un'area "cuscinetto" volta ad evitare un conflitto. La situazione è ulteriormente complicata dalla disputa sull'area delle fattorie di Shebaa al confine tra il Golan e il Libano.

## Storia

Mandato francese della Siria e del Libano, con il Grande Libano in verde

All'inizio del XX secolo i territori del Libano e della Siria appartenevano all'Impero ottomano, con il semiautonomo come il Mutasarrifato di Monte Libano nei pressi del Monte Libano. Durante la prima guerra mondiale una rivolta araba, sostenuta dalla Gran Bretagna riuscì a rimuovere gli ottomani dalla maggior parte del Medio Oriente. Tuttavia, come risultato dell'accordo segreto anglo-francese Sykes-Picot del 1916, la Gran Bretagna e la Francia si suddivisero i domini ottomani con Siria e Libano che passavano sotto un mandato francese.
Nel 1920 la Francia divise il suo Mandato in diverse entità politiche, una delle quali era un mutasarrifato del Monte Libano denominato successivamente "Grande Libano", istituito principalmente per fornire una politica nazionale ai cristiani maroniti generalmente filo-francesi. Il processo che ha portato alla delimitazione precisa della frontiera non è chiaro, anche se sembra che sia basato su una mappa derivante dalla spedizione francese del 1860 nella regione, sostenuta dal nazionalista libanese Bulus Nujaym. Molti nazionalisti siriani si sono opposti alla nuova entità, vedendo il Libano come parte integrante della Grande Siria. I rimanenti stati siriani furono infine fusi in un'unica comunità politica siriana negli anni '30, ad eccezione del Libano (e anche di Hatay, che divenne parte della nuova Repubblica di Turchia). Sia il Libano che la Siria ottennero la piena indipendenza nel periodo 1943-1946.
Le relazioni tra i due nuovi stati erano spesso tese e non è mai stato fissato ufficialmente fissato un confine preciso nonostante le richieste libanesi e alcuni lavori preliminari in tal senso negli anni '50 -'60. Molti libanesi temevano che il suo vicino più grande avesse progetti per annettere il paese. Nel 1975 le tensioni settarie di lunga data all'interno del Libano sfociarono in una guerra civile, spingendo la Siria ad occupare il paese l'anno successivo. Le truppe siriane rimasero in Libano fino al 2005.
Dal 2011 la regione di confine è stata gravemente colpita dalle ricadute della guerra civile siriana.

## Valichi di frontiera
- Arida Jusiyah al-Amar
- Jusiyah al-Amar-Qaa
- Masnaa, tra la strada Damasco - Beirut
- Dabousieh
- Talkalakh
- Zemrani
- Hamra